# ワナップ
株式会社ワナップ（わなっぷ、英語表記：One up）は、日本の芸能プロダクション。

## 概要
小学生、中学生、高校生、そして大人まで様々な年齢層のタレントが所属しており、俳優部門とアイドル部門の2つの事業を行っている。芸能プロダクションワナップという名称で知られている。アイドル部門の中心は18歳以下のタレントであり、その中でも15歳以下の子役タレントの活動がメインである。
アイドル部門には愛永などのジュニアアイドルが所属。
2008年9月までは、直接所属ではなく、別事務所（個人事務所や、大阪の芸能プロダクション「Next One（ネクストワン）」）から提携所属という形でワナップに所属、芸能活動をしているジュニアアイドルもいた。

## 主な所属ジュニアアイドル

### 活動休止中
- 星☆美優

### 過去
- 中島あかね
- 吉沢真由美　現＝鈴和京子
- 北島ミキ
- 久本彩奈
- 小野寺沙羅　現＝野澤沙羅
- 三村翔子
- 大崎佳織
- 杏なつみ
- 美咲あい
- 井上舞
- 夢原まひろ
- 佐伯奈美
- 愛永(MANAE)
- 望月りえ

## 主な所属俳優
- 小島光一朗
- 中川稔晴
- 松本寛樹
- 向田祐二
- 翠（みどり）

### 過去
- 吉岡毅志
- 宮前希依